# 어모면
어모면(禦侮面)은 경상북도 김천시 북부에 위치한 면이다.

## 개요
김천1산업단지가 25만평 규모로 조성되어 있고 김천2산업단지가 43만평 규모로 진행중에 있다.

## 연혁
- 757년 (신라 경덕왕 36년) : 어모현
- 1413년 (조선 태종 13년) : 어모현을 천상,천하,구소요 3개면으로 분리
- 1914년 3월 1일 : 천상면(川上面), 천하면(川下面)을 아천면으로 개칭

| 조선총독부령 제111호 |                                       |
| 구 행정구역          | 신 행정구역                           |
| 김천군 천상면        | 아천면 남산동, 동좌동, 옥율동, 응명동 |
| 김천군 천하면        | 아천면 군자동, 다남동, 덕마동, 중왕동 |
- 1983년 2월 15일 : 행정구역 개편 (2개리 김천시 편입)
- 1995년 1월 1일 : 김천시와 금릉군이 통합 김천시 어모면으로 개편
- 2000년 11월 22일 : 어모면 주민자치센터 운영(경북시범운영)
- 2008년 1월 1일 : 주민자치센터에서 면사무소로 기능 전환

## 행정 구역
| 법정리 | 행정리                    | 비고                   |
| ------ | ------------------------- | ---------------------- |
| 구례리 | 구례1리, 구례2리, 구례3리 |                        |
| 군자리 | 군자리                    |                        |
| 남산리 | 남산1리, 남산2리          |                        |
| 능치리 | 능치1리, 능치2리, 능치3리 |                        |
| 다남리 | 다남1리, 다남2리          |                        |
| 덕마리 | 덕마리                    |                        |
| 도암리 | 도암1리, 도암2리          |                        |
| 동좌리 | 동좌리                    |                        |
| 옥계리 | 옥계1리, 옥계2리          |                        |
| 옥율리 | 옥율리                    |                        |
| 은기리 | 은기리                    |                        |
| 중왕리 | 중왕1리, 중왕2리, 중왕3리 | 면 행정복지센터 소재지 |

## 교육 기관
| 학교명               | 도로명 주소                           | 위치(좌표) | 비고 |
| -------------------- | ------------------------------------- | ---------- | ---- |
| 경북미용예술고등학교 | 경상북도 김천시 어모면 은림로 50-36   |            |      |
| 어모중학교           | 경상북도 김천시 어모면 어모로 560     |            |      |
| 아천초등학교         | 경상북도 김천시 어모면 어모문화1길 14 |            |      |
| 능치초등학교         | 경상북도 김천시 어모면 작점로 817     |            |      |

## 교통

### 간선 도로
| 한글 이름 | 로마자 이름 | 도로 종류 및 등급 | 비고 |
| --------- | ----------- | ----------------- | ---- |
| 어모로    | eomo-ro     |                   |      |
| 은림로    | eurim-ro    |                   |      |